# Левина, Елена Соломоновна
Еле́на Соломо́новна Ле́вина (3 марта 1944, Москва, СССР — 15 июня 2019, Москва, Россия) — советский и российский биохимик, молекулярный биолог и историк биологии. Доктор биологических наук (2002).

## Биография
Родилась 9 марта 1944 года в Москве.
В 1968 году окончила биолого-почвенный факультет МГУ. С 1967 года работала в лаборатории академика А. А. Баева в Институте радиационной и физико-химической биологии АН СССР.
В 1973 году защитила кандидатскую диссертацию по специальности «молекулярная биология» (по теме: «Функциональная топография тРНК1 вал.: исследование роли нуклеотидов антикодоновой и дигидроуридиловой ветвей молекулы в проявлении акцепторной активности») в Институте биохимии имени А. Н. Баха АН СССР.
С 1984 года работала в Институте истории естествознания и техники имени С. И. Вавилова, где начала работать над публикацией эпистолярного наследия Н. И. Вавилова, изучала открывшиеся во времена «перестройки» партийные архивы. В 2002 году защитила докторскую диссертацию «Новые направления физико-химической биологии в России (РСФСР) 1940 — 80-х гг. : История становления и развития».
Участвовала в архивных работах по истории науки, написала монографии о Н. И. Вавилове, Т. Д. Лысенко, Н. В. Тимофееве-Ресовском (1995), Л. А. Зильбере (2004), Российской Академии наук, а также «Наука и безопасность России» (2000), «Российско-китайские научные связи» (2008) и другие.
Была редактором и автором сценариев научно-популярных фильмов о В. А. Энгельгардте, А. Д. Мирзабекове и других учёных. Входила в состав Учёного и диссертационного советов ИИЕТ РАН.
Муж — историк науки В. Д. Есаков (1932—2015) .
Скончалась 15 июня 2019 года в Москве.